# 张永清
张永清（1915年—1967年），男，江西永丰人，中华人民共和国政治人物，曾任中华人民共和国纺织工业部副部长。